# GAZ-M2
GAZ-M2 a fost un vehicul produs de GAZ din 1946 până în 1969. Vehiculul a fost fabricat pe măsură ce automobilele deveneau mai accesibile și publicul cerea o versiune civilă a GAZ-M1. Vehiculul a folosit caroseria GAZ-M1, dar a folosit șasiul GAZ Pobeda, care a fost, de asemenea, un vehicul de succes pentru companie. Aproximativ 100.000 de unități ale vehiculului au fost produse și vândute în întreaga lume până când au fost înlocuite de cel mai modern GAZ-M8.

## Istoric
În 1945 Uniunea Sovietică a devenit mai bogată permițând civililor să cumpere automobile. Cu toate acestea, odată cu întreruperea GAZ-M1 în 1946, oamenii doreau un nou vehicul similar. În ciuda faptului că GAZ a lansat Pobeda, care a devenit foarte popular, a existat încă o cerere pentru un nou vehicul GAZ-M1. Înțelegerea dintre Ford și GAZ se încheiase în 1946, ceea ce înseamnă că GAZ nu putea să recreeze un automobil similar cu GAZ-M1, deoarece acolo nu li se mai permitea să folosească piese de la Ford.
În cele din urmă, GAZ a decis să creeze un vehicul cu caroserie și stil similar cu GAZ-M1, dar cu șasiul Pobeda. Vehiculul rezultat a fost GAZ-M2 și a fost lansat publicului în 1946. În 1946 au fost vândute aproximativ 10.000 de unități și, împreună cu Pobeda, a devenit o viziune obișnuită în Uniunea Sovietică și în Europa de Est. În 1948 s-au vândut în jur de 5.000 de unități și a fost lansată și o versiune dubă, dar nu a fost foarte populară.
În 1968, doar 1.000 de unități au fost vândute, iar vânzările au scăzut, în ciuda numărului extrem de ridicat din trecut. În cele din urmă, vehiculul a fost înlocuit de GAZ-M8, care era mai modern, astfel încât să poată fi în continuare competitiv.